# Parkway Village
Parkway Village är en inkorporerad ort i Jefferson County i Kentucky. Vid 2020 års folkräkning hade Parkway Village 623 invånare.